# Льюїс Тауншип (округ Лайкомінг, Пенсільванія)
Льюїс Тауншип (англ. Lewis Township) — селище (англ. township) в США, в окрузі Лайкомінг штату Пенсільванія. Населення — 862 особи (2020).

## Демографія
Згідно з переписом 2010 року, у селищі мешкало 987 осіб у 411 домогосподарстві у складі 282 родин. Було 522 помешкання
Расовий склад населення:
| - 98,7 % — білих - 0,4 % — чорних або афроамериканців |

До двох чи більше рас належало 0,6 %. Частка іспаномовних становила 1,2 % від усіх жителів.
За віковим діапазоном населення розподілялося таким чином: 20,7 % — особи молодші 18 років, 62,9 % — особи у віці 18—64 років, 16,4 % — особи у віці 65 років та старші. Медіана віку мешканця становила 46,1 року. На 100 осіб жіночої статі у селищі припадало 113,2 чоловіків;  на 100 жінок у віці від 18 років та старших — 103,9 чоловіків також старших 18 років.
Середній дохід на одне домашнє господарство  становив 64 820 доларів США (медіана — 54 375), а середній дохід на одну сім'ю — 67 418 доларів (медіана — 61 719). Медіана доходів становила 47 308 доларів для чоловіків та 30 573 долари для жінок. За межею бідності перебувало 15,2 % осіб, у тому числі 14,7 % дітей у віці до 18 років та 15,5 % осіб у віці 65 років та старших.
Цивільне працевлаштоване населення становило 516 осіб. Основні галузі зайнятості: освіта, охорона здоров'я та соціальна допомога — 22,9 %, виробництво — 14,1 %, мистецтво, розваги та відпочинок — 11,6 %, будівництво — 11,4 %.